# Erwin van Roy
Erwin van Roy, eigentlich Erwin Mylius, (* 23. September 1894 in Schöneberg bei Berlin; † 6. Dezember 1973 in Berlin-Wannsee) war ein deutscher Filmschauspieler und Kabarettist.

## Leben und Wirken
Der Sohn eines Patentanwalts Albert Friedrich Mylius besuchte ein Realgymnasium und erhielt bereits in jungen Jahren seine künstlerische Ausbildung bei Olga Orsella. Mylius trat seit 1913 an verschiedenen Kabaretts, Varietés und Revuetheatern der Reichshauptstadt auf und begann zu dieser Zeit auch sporadisch zu filmen. Bereits 1926 beendete van Roy seine Berliner Theatertätigkeit und trat anschließend als Vortragskünstler an Bühnen im In- und Ausland auf.
Für das label Tri-Ergon Photo-Electro-Records war er um 1929/30 beim Tanz-Orchester Géza Komor als Refrainsänger tätig.
Mit Anbruch des Tonfilmzeitalters wurde van Roy regelmäßig vor die Kamera geholt und war in den gesamten 1930er Jahren ein gefragter Nebendarsteller. Van Roy spielte die gesamte Chargenpalette: vom Bauernburschen über einen Kriminalbeamten bis hin zum Conférencier und Regisseur. Der Ausbruch des Zweiten Weltkriegs beendete abrupt seine Filmkarriere, und Erwin van Roy, der bis dahin auch als Rundfunksprecher gewirkt hatte, wurde eingezogen.
Offenbar nahm er nach dem Krieg seine künstlerische Tätigkeit nicht oder nur kurzzeitig wieder auf. Seine weitere berufliche Karriere ist unbekannt.

## Filmografie
- 1914: Die zerbrochene Puppe
- 1924: Die Motorbraut
- 1930: Die große Sehnsucht
- 1930: O alte Burschenherrlichkeit
- 1931: Der Weg nach Rio
- 1932: Trenck
- 1932: Das Blaue vom Himmel
- 1933: Keinen Tag ohne Dich
- 1933: Salon Dora Green
- 1934: So ein Flegel
- 1934: Aufforderung zum Tanz
- 1935: Die lustigen Weiber
- 1936: Im Trommelfeuer der Westfront
- 1936: Es geht um mein Leben
- 1937: Das große Abenteuer
- 1937: Andere Welt
- 1938: Fahrendes Volk
- 1938: Dreizehn Mann und eine Kanone
- 1939: Dein Leben gehört mir

## Tondokumente (Beispiele)
Judith. Lied und Blues (E.Einegg - T.Hate) Tanz-Orchester Géza Komor, mit Refraingesang Erwin van Roy. Tri-Ergon T.E. 5355 (mx. 01884) [TE2]
Ja ja die Frau’n sind meine schwache Seite. Lied und Yale (Austin Egen, K. Schwabach) Tanz-Orchester Géza Komor, mit Refraingesang Erwin van Roy. Tri-Ergon T.E. 5355 (mx. 01885) [TE2]
Du bist mein kleines Vis-à-vis : Lied und Foxtrot (Rud. Nelson - G. Bibo und E. Neubach) Tanz-Orchester Géza Komor mit Refraingesang: Erwin van Roy. Tri-Ergon T.E. 5356 (mx. 01886) [TE1]
Josefin'... : Lied und Foxtrot (Rud. Nelson - G. Bibo und E. Neubach) Tanz-Orchester Géza Komor mit Refraingesang: Erwin van Roy. Tri-Ergon T.E. 5356 (mx. 01897) [TE2]
Kennst du das kleine Haus am Michigansee : Lied und Slow-Foxtrot (W. R. Heymann - M. Schiffer) Tanz-Orchester Géza Komor mit Refraingesang: Erwin van Roy. Tri-Ergon T.E. 5366 (mx. 01898) [TE2], aufgen. 1929.